# Srinija Srinivasan
Srinija Srinivasan foi a quinta funcionária contratada pelo Yahoo!. No ano de 1995, os fundadores Jerry Yang e David Filo a recrutaram para que organizasse o conteúdo quando eles iniciaram a empresa.
"Ninj", como também é conhecida, graduou-se bacharel no "Symbolic Systems Program" pela Universidade de Stanford em 1993. Antes de entrar para o Yahoo! ela participou do Cyc Cyc Project , um projeto de Inteligência Artificial liderado pelo pesquisador Cyc Douglas Lenat.
Em 2010 Srinija deixou o Yahoo!, quando exercia as funções de Vice-Presidente e Editora Chefe. No mesmo ano foi indicada pelo presidente dos EUA, Barack Obama para o programa White House Commission on Presidential Scholars .